# Национальный совет по торговле (Швеция)
Национальный совет по вопросам торговли (швед. Kommerskollegium: «Торговая коллегия») — шведское государственное учреждение, находится в административном подчинении Министра иностранных дел Швеции. Основан в 1651 году.
Национальный совет по торговле занимается внешней торговлей, внутренним рынком и торговой политикой. Совет предоставляет шведскому правительству анализы и рекомендации. Агентство расположено в Стокгольме.
Коммерц-коллегия была основана в 1651 году по инициативе Торговой палаты и занималась вопросами торговли, промышленности и судоходства. Специальный орган, занимающийся вопросами торговли, был основан ещё в 1637 году, но длительное время — с 1644 по 1651 год — не функционировал. Для «поддержки полезных фабрик» Риксдаг учредил в 1739 году «Королевскую государственную мануфактур-контору» и специальный «мануфактур-фонд». Офис был закрыт в 1766 году, его функции были переданы в Торговую коллегию.
В задачи Коллегии входит проведение исследований, рекомендаций и предложений по вопросам, рассматриваемым в рамках ЕС, ВТО, ОЭСР, ЮНКТАД, ЕЭК и аналогичных международных организаций. Торговая коллегия также отвечает за надзор за торговыми палатами.
Патентные вопросы были переданы в 1891 году Шведскому ведомству по патентам и регистрации. Большая часть Государственной комиссии по торговле и промышленности была передана Торговой коллегии в 1956 году, тогда же был создан шведский морской арбитраж.
В 1840—1900 году находился в административном подчинении при Министре гражданских дел, в 1900—1920 годах — при Министре финансов, в 1920—1982 годах — при Министре торговли, а с 1983 года — при Министре иностранных дел.

## Руководители

### Президенты Торговой коллегии[1]
- Клас Ларссон Флеминг 1637—1644
- вакантно 1644—1651
- Йохан Берндес Младший 1651—1652
- Эрик Оксеншерна аф Сёдермёре 1652—1656
- Кристер Бонд 1656—1659
- Сивед Баат 1660—1663
- Кнут Курк 1663—1678
- Клас Флеминг 1679—1681 (временно исполняющий обязанности)
- Клас Флеминг 1681—1685
- Густав Лиллиекрона 1685—1687
- Фабиан Вреде, Элима 1687—1712
- Якоб Ренсьерна младший 1713—1716
- вакантно 1716—1718
- Густав Кронхильм из Флосты 1718—1719 (временно исполняющий обязанности)
- Магнус Де Ла Гарди 1719—1727
- Даниэль Никлас фон Хепкен 1727—1741
- Андерс фон Дрейк 1741—1744
- вакантно 1744—1747
- Эрланд Броман 1747—1757
- Карл фон Гроот 1757—1758
- Карл Руденшёльд 1758—1761
- Клаас Густав Роламб 1761—1762
- Эдвард Карлесон 1762—1767
- Нильс фон Элрейх 1767—1770
- Густав Кельсинг Младший 1770—1789
- Йохан Лильенкранц 1789—1812
- Андерс Хоканссона 1812—1813
- Авраам Никлас Эделькранц 1813—1821
- Карл Петр Клинтбергский, 1821—1824
- Карл Питер из Клинтберга 1824—1826
- Габриэль Поппиус 1826—1833 гг.
- Карл Дэвид Скогман 1833—1838 (временно исполняющий обязанности)
- Карл Дэвид Скогман 1838—1856
- Фредрик Акерман 1856—1866
- вакантно 1866—1868
- Людвиг Мандерстрём 1868—1873
- вакантно 1873—1875
- Карл Фредрик Верн, 1875—1891

### Генеральные директора Торговой коллегии[1]
- Ричард Акерман 1891—1905
- Альфред Лагергейм 1905—1913
- Карл Аксель Фрикселл, 1913—1915 (временно исполняющий обязанности)
- Карл Аксель Фрикселл 1915—1935
- Рагнар Зольман, 1935—1936 гг.
- Герман Эрикссон 1936—1945
- Аксель Гьерес, 1938—1940 гг.
- Стиг Сахлин, 1941—1945 гг.
- Арвид Ричерт 1945 (временно исполняющий обязанности)
- Аксель сделал 1945—1954
- Арвид Ричерт 1945—1948
- Нильс Мальмфорс 1954—1966
- Бертиль Суорд 1966—1973
- Олле Линдквист 1973—1980
- Гуннар Сёдер 1980—1991
- вакантно 1991—1992
- Питер Клин 1992—2004
- Вакантный 2004—2005
- Лена Йоханссон 2005—2014
- Анна Столлингер — с 2014.